# Enrique (compositor)
Enrique [Enrique de París; Enrique Foxer; Enricus] (¿? – Barcelona, octubre de 1488) fue un cantor y compositor francés ligado a la corte aragonesa durante la segunda mitad del siglo XV, activo en las capillas de Carlos de Viana, Fernando el Católico y Juan II. Sería uno de los últimos compositores extranjeros, junto con Juan de Urrede, que se beneficiarían del gusto por parte de la corona de Aragón por contratar músicos francoflamencos para sus capillas.

## Biografía
Aparece mencionado por primera vez en documentos que datan de 1461, siendo ya miembro de la capilla del príncipe Carlos de Viana, heredero del trono de Navarra. 
Además de su servicio como cantor, copió para la capilla dos libros de polifonía (“dos libres grans de cant d’orgue per fer l’ofici, en paper”), conservándose un documento en el que Enrique reclamaba el pago o devolución de estos libros, que finalmente le fueron devueltos.
En diciembre de 1461, tras la muerte de Carlos, Enrique pasó a formar parte de la capilla de Fernando, hermanastro de Carlos y heredero de la corte de Aragón, probablemente hasta 1469, año en el que contrajo matrimonio con Isabel en Castilla. Enrique se puso entonces al servicio del rey Juan II de Aragón.

En 1475, además de ser cantor al servicio de la capilla real aragonesa, se le otorgó una capellanía en la basílica de Santa María del Pino en Barcelona, posición que mantuvo hasta su muerte, en octubre de 1488. El 12 de octubre de 1479, al morir Juan II, Enrique volvió a formar parte de la capilla del ya rey Fernando, durante su visita a Valencia en ese mismo año.

No se conoce la fecha exacta de su muerte, si bien tendría que haber sucedido antes del 27 de octubre de 1488, fecha en la que Anthonius dez Pau obtuvo la capellanía que Enrique ocupaba en Santa María del Pino.

## Obras
No ha sobrevivido ninguna composición de carácter sacro, y solamente se le han atribuido dos canciones, Pues con sobra de tristura y Mi querer tanto vos quiere, conservadas en dos de los cancioneros españoles más importantes para la música del siglo XV, el Cancionero Musical de Palacio (Madrid, Real Biblioteca, MS II - 1335) y el Cancionero Musical de la Colombina (Sevilla, Catedral Metropolitana, Biblioteca Capitular y Colombina, Ms. 7-I-28).

Pues con sobra de tristura se conserva en dos versiones, a tres voces en el Cancionero de Palacio y a cuatro voces (con la voz de contra añadida) en el Cancionero de la Colombina (en el cual se ha añadido un contrafactum con texto sacro: Pues con sobra de alegría). Sin embargo, de Mi querer tanto vos quiere solo encontramos una versión a cuatro voces, en ambos cancioneros. Ambas composiciones se enmarcan en la tradición del amor cortés, tienen forma de canción con refrains de cuatro versos, con ritmo binario y un lenguaje melismático y contrapuntístico característico de los primeros compositores de la canción polifónica en castellano.

Una tercera canción, Pues servicio vos desplace, atribuida en ocasiones a Robert Morton, aparece en el Cancionero de Palacio con un contrafactum atribuido a Enrique, aunque algunos autores afirman que este es el compositor original de la pieza.